# 室女座34
室女座34，又名BD+12 2512，HD 111164、SAO 100260、HR 4855，是室女座的一颗恒星，视星等为6.07，位于銀經299，銀緯74.8，其B1900.0坐标为赤經12h 42m 11.6s，赤緯+12° 74.8′ 17″。